# John Hamburg
John Liman Hamburg (New York, 26 maggio 1970) è uno sceneggiatore e regista statunitense.

## Biografia
Nato a New York City, Hamburg si laurea in storia alla Brown University nel 1992. Successivamente frequenta la Tisch School of the Arts presso la New York University. Debutta nel 1996 scrivendo e dirigendo il cortometraggio Tick, presentato al Sundance Film Festival. Due anni dopo scrive e dirige il suo primo lungometraggio Safe Men.
Negli anni successivi è coautore di diverse commedie di successo come Zoolander, Ti presento i miei e Mi presenti i tuoi?. Nel 2004 dirige Ben Stiller e Jennifer Aniston in ...e alla fine arriva Polly, mentre nel 2009 scrive e dirige I Love You, Man, con Paul Rudd e Jason Segel.
È cugino del regista Doug Liman.

## Filmografia

### Regista
- Tick (1996) - cortometraggio
- Safe Men (1998)
- ...e alla fine arriva Polly (Along Came Poll, 2004)
- I Love You, Man (2009)
- Proprio lui? (Why Him?, 2016)
- Me Time - Un weekend tutto per me (Me Time, 2022)

### Sceneggiatore
- Tick (1996) - cortometraggio
- Safe Men (1998)
- Ti presento i miei (Meet the Parents) (2000)
- Zoolander (2001)
- The Monster (2001) - cortometraggio
- ...e alla fine arriva Polly (Along Came Poll) (2004)
- Mi presenti i tuoi? (Meet the Fockers) (2004)
- I Love You, Man (2009)
- Vi presento i nostri (Little Fockers) (2010)
- Zoolander 2 (2016)
- Proprio lui? (Why Him?) (2016)